# Ivan Ivanovič Šiškin
Ivan Ivanovič Šiškin (rusky Иван Иванович Шишкин, 25. ledna 1832, Jelabuga – 8. březnajul./ 20. března 1898greg., Petrohrad) byl ruský malíř a grafik. Je považován za průkopníka epického zobrazení motivů typických pro ruskou krajinu. Většinou maloval jen lesní krajiny, ve kterých vynikal malířskou harmonií i vyjádřením reálné podoby malovaného. Uměl však malovat i žánrové obrázky. Řadí se mezi hlavní představitele ruské krajinářské tvorby 19. století a bývá označován za klíčovou postavu hnutí Peredvižniků, což bylo uskupení výtvarníků, kteří se snažili pomocí zobrazování témat typických pro Rusko o angažovaný postoj k tehdejším občanským a sociálním problémům země.

## Život
Narodil se 13. ledna (25. ledna) 1832 ve městě Jelabuga. Pocházel ze starobylého kupeckého rodu a předpokládalo se, že bude pokračovat v rodinné tradici. Ve dvanácti letech nastoupil do chlapeckého gymnázia v Kazani, ale po pěti letech se vrátil zpět do Jelabugy, kde strávil další čtyři roky. Více než práce v obchodě ho lákalo malování a nakonec získal otcův souhlas, aby se stal umělcem. V letech 1852–1856 studoval na Moskevském malířském učilišti, kde byl jeho učitelem Alexej Venecianov, který ho vedl k realistickému zobrazování ruské krajiny.  Šiškinovu studentskou práci Borovice na skále (Сосна на скале) zakoupilo v roce 1855 Státní ruské muzeum. Pokračoval ve studiu u profesora Vorobjova na Carské akademii umění v Petrohradu. Před ateliérem dával přednost malbě v přírodě, pilně maloval a dělal náčrty tužkou v okolí Petrohradu a na ostrově Valaam.. Už v prvním ročníku dostal dvě malé stříbrné medaile za obraz Okolí Petrohradu (Вид в окрестностях Петербурга, 1856) a za obrázky, které v létě namaloval při pobytu v Dubkách.V roce 1858 získal velkou stříbrnou medaili za studii Borovice na Valaamu (Сосна на Валааме) a v roce 1859 malou zlatou medaili za krajinu Soutěska na Valaamu (Ущелье на Валааме) a nakonec v roce 1860 velkou zlatou medaili za dva obrazy s názvem Pohled na ostrov Valaam, oblast Kukko (Вид на острове Валааме. Местность Кукко).

portrét Ivana Šiškina od Ivana Kramského (1870)

Toto ocenění bylo spojeno s udělením zahraničního stipendia a proto v roce 1860 odjel do Mnichova, kde navštěvoval malířské kursy. Několik měsíců též pobýval v Drážďanech, Praze a Berlíně. Při desetidenní návštěvě Prahy se setkal s učitelem slovanských jazyků Josefem Kolářem, který ho provázel po zajímavých místech v blízkém okolí. Z tohoto pobytu pochází Šiškinův akvarel datovaný 14. července 1862, na kterém je zachycen kousek areálu dnešní Zoo v Tróji, konkrétně usedlost Bosna a navazující svah.
V roce 1863 se přestěhoval do Curychu, kde si vyzkoušel rytiny a jiné grafické techniky. Přes Ženevu se dostal do Düsseldorfu, kde namaloval obraz Pohled na Düsseldorf (Вид из окрестностей Дюссельдорфа), za který byl přijat za člena Carské akademie umění (Императорская Академия художеств). V zahraničí se věnoval kromě malby také perokresbě a jeho práce si vybralo do sbírek düsseldorfské muzeum.
V roce 1865 se vrátil do Petrohradu a postupně si získával uznání jako jeden z nejlepších ruských krajinářů. Z města pravidelně vyrážel na cesty za inspirací po Rusku a několikrát také navštívil umělecké výstavy v Evropě. O dva roky později byl navržen na profesora na Akademii umění, ale místo toho mu byl udělen řád svatého Stanislava třetí třídy. Na světové výstavě v roce 1867 Šiškin vystavoval několik kreseb a obraz Pohled na Düsseldorf. Na přelomu let 1870 a 1871 se Ivan Šiškin připojil k právě vznikajícímu uměleckému hnutí, jež založil jeho dobrý přítel – malíř Ivan Kramskoj. Organizace dostala název peredvižnici (Товарищество передвижных выставок) a Šiškin se celý život zúčastňoval jejích výstav a pečoval o naplnění jejích cílů. Již na první výstavě představil svůj známý obraz Borový les (Сосновый лес, 1868). 

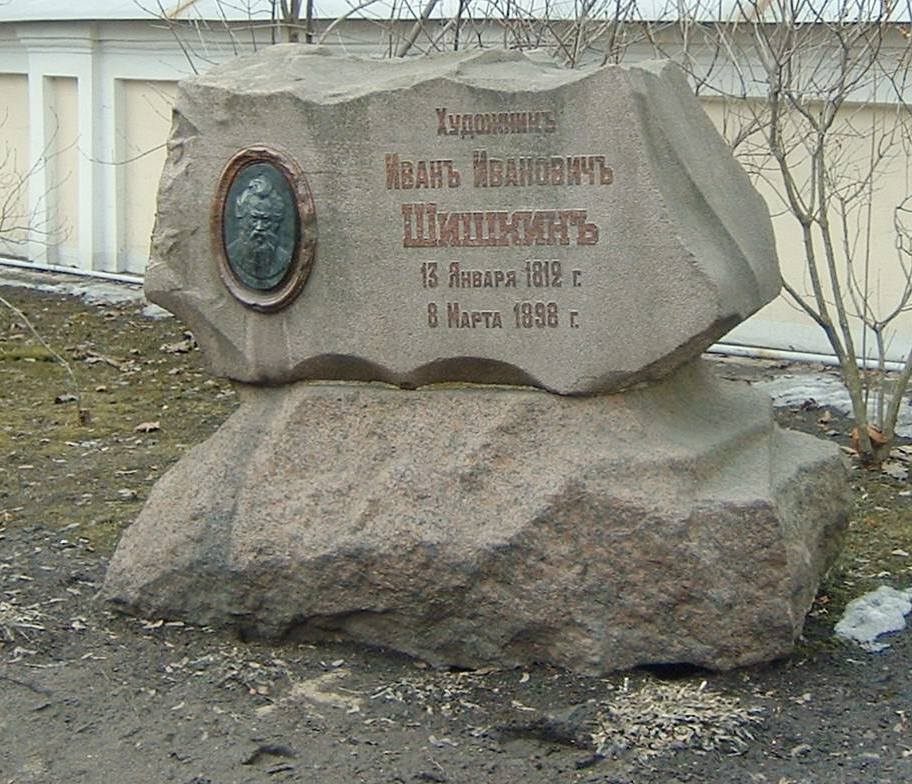
Šiškinův hrob na Tichvinském hřbitově

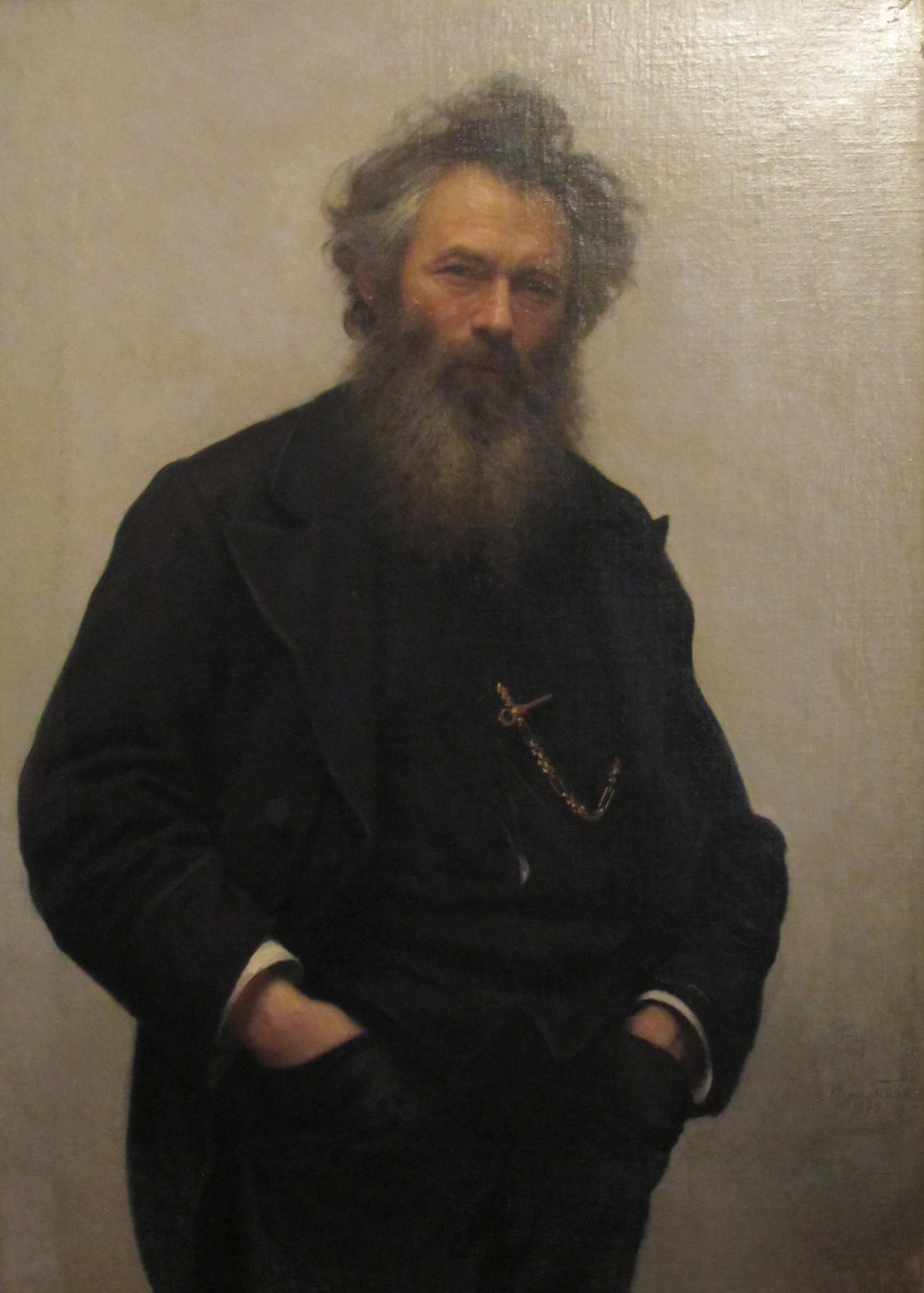
portrét Ivana Šiškina (1880) od Ivana Kramského

V roce 1868 se oženil s Jevgenií Vasiljevovou, sestrou krajináře Fedora Vasiljeva. Měli tři děti: syny Vladimíra a Konstantina, kteří oba zemřeli v dětském věku a dceru Lydii (1869–1931). Šiškin ztvárnil svou ženu na dvou obrazech: Dáma se psem (Дама с собачкой, 1868) a Před zrcadlem (Перед зеркалом. За чтением письма. Čtení dopisu,1870). Malířův život silně poznamenala rodinná tragédie, když v roce 1874 zemřela jeho manželka a krátce na to i oba synové. Šiškin hledal útěchu v alkoholu, nebyl schopen malovat. Na radu a naléhání přátel nakonec opustil Petrohrad a usadil se ve vesnici Vyra, několik kilometrů jižně od Petrohradu (v Gatčinské oblasti). Po několika měsících se jeho stav zlepšil a vrátil se k práci. 
V roce 1880 se oženil se svou bývalou studentkou, nadějnou malířkou Olgou Lagodovou (1850–1881), která zemřela po porodu dcery Ksenie.
V roce 1873 byl jmenován profesorem petrohradské Akademie za obraz Prales (Лесная глушь). Po reorganizaci Akademie byl Šiškin v roce 1892 jmenován vedoucím krajinářského ateliéru. Šiškin však toto místo z různých důvodů přijal až po delší době, vykonával ho v období 1895–1896.
Zemřel nečekaně v Petrohradě v březnu 1898 u malířského stojanu při práci na novém obraze. Byl pohřben na Smolenském pravoslavném hřbitově. V roce 1950 byl jeho popel uložen na Tichvinském hřbitově v blízkosti dalších významných osobností ruské kultury.

## Památka
Šiškinovým jménem byl nazván mys v Tyrtovově zátoce v Čekinově zálivu Severního ostrova Nové země. Jménem svého učitele jej v zimě 1901–1902 pojmenoval А. А. Borisov.
V Jelabuze byl Šiškinovi postaven památník, v rodném domě bylo v roce 1962 zřízeno muzeum, vedle muzea se nachází Šiškinovy rybníky, které založil umělcův otec. Šiškinovo jméno nese Dětská umělecká škola № 1 a ulice.
Planetka (3558) Šiškin, kterou objevila v roce 1978 sovětská astronomka Ljudmila Žuravlovová, byla též pojmenována po Šiškinovi.

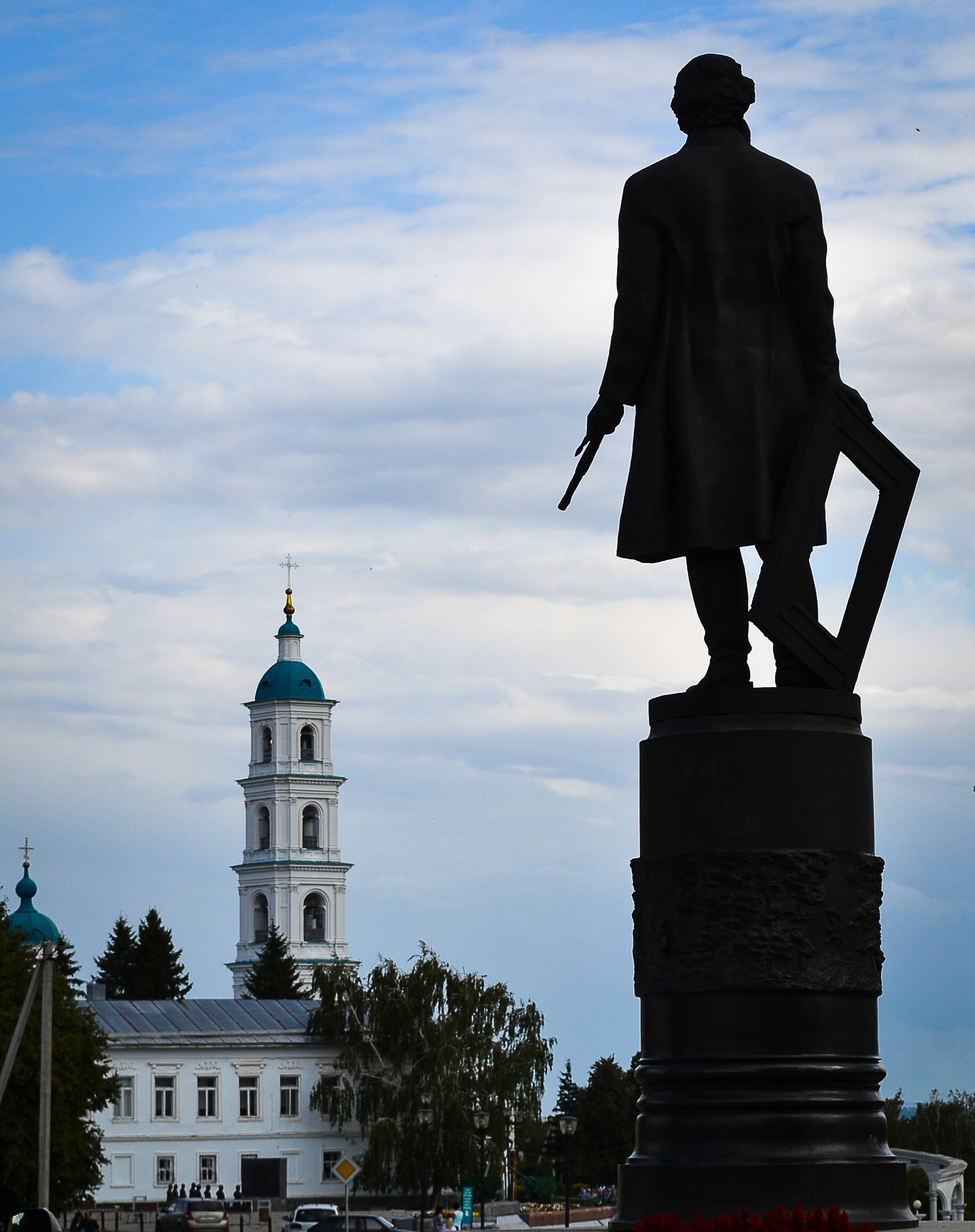
Šiškinův památník v Jelabuze

 Šiškinovo jméno nesou ulice v mnoha ruských městech a také ulice v Ostravě-Michálkovicích.

## Dílo

### Malířská tvorba
V Šiškinově krajinářské tvorbě se nejprve objevují monumentální obrazy, které aspirovaly na vytvoření pravidel národní krajinářské školy. Až od 80. let 19. století jeho díla získala mnohem intimnější charakter. Postupem let inklinoval od romantismu k realističtějšímu pojetí. Svá díla, v nichž se zaměřoval převážně na zachycení lesního interiéru, precizně propracovával do nejmenších detailů a optickou věrnost preferoval před tlumočením krajinné nálady. V mnoha dílech Šiškin používá principy tónové malby, zdůrazňuje význam barev a světelných gradací. Podle některých kritiků se jeho talent výrazněji projevoval v monochromatických kresbách a rytinách. Jeho malby měly v Rusku mnoho odpůrců, kteří jim vytýkali provincionálnost a podbízivost.

#### Výběr obrazů
- Ráno v borovicovém lese (1889)– inspiraci našel poté, co navštívil ostrov Gorodomlja. Malíř Konstantin Savickij do lesní krajiny namalované Šiškinem zakomponoval čtyři hrající si medvíďata. Tato malba patří mezi nejpopulárnější obrazy v Rusku, byla po desetiletí tištěna na obaly oblíbených bonbónů a čokolád. [7][6] V roce 2009 si jeden ruský milovník umění nechal tento obraz vytetovat na svá záda[12]

- Před zrcadlem (1870)[2] – v roce 2006 (2. dubna) byl obraz na aukci v Praze vydražen za 7,5 milionu Kč, což ho činio v té době nejdráže vydraženým obrazem v České republice[13][14]

- Les s potokem (1886)[11]

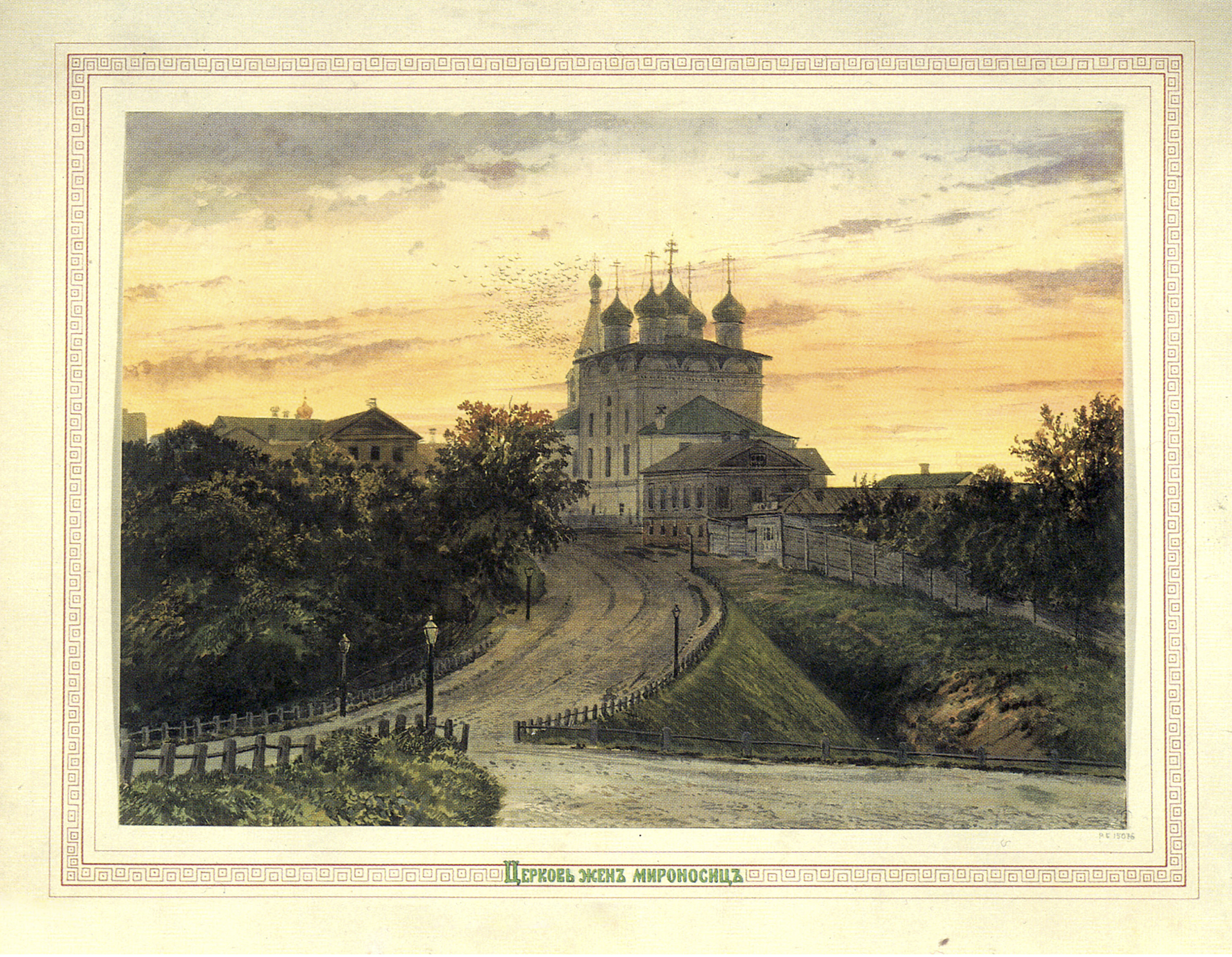
kostel v Nižním Novgorodu (album Karelina a Šiškina, 1870)

- Lesní dálavy (Zalesněné obzory, 1884) otvírá panorama lesů v oblasti Vjatky
- Žito (1878)

### Grafika
Šiškinovo grafické dílo zahrnuje na 100 leptů, 68 litografií a 15 prací provedených experimentálními technikami. kromě obvyklé jehly používal měkký lak, akvatintu, suchou jehlu. Svůj první lept vytvořil v roce 1853 během studia v moskevské malířské škole, o deset let později studoval grafické techniky ve Švýcarsku. Systematicky se začal grafické tvorbě věnovat od konce šedesátých let. V roce 1871 se stal zakládajícím členem Ruské společnosti aqua fortistů. Jeho grafické práce byly publikovány v několika tematických albech, posledních z nich se šedesáti lepty vyšlo v prosinci 1894. Za služby v oblasti grafické tvorby mu byla udělena Zlatá medaile z první všeruské výstavy tisku v Petrohradě.

## Galerie

Potok v březovém háji 1883
Žito 1878
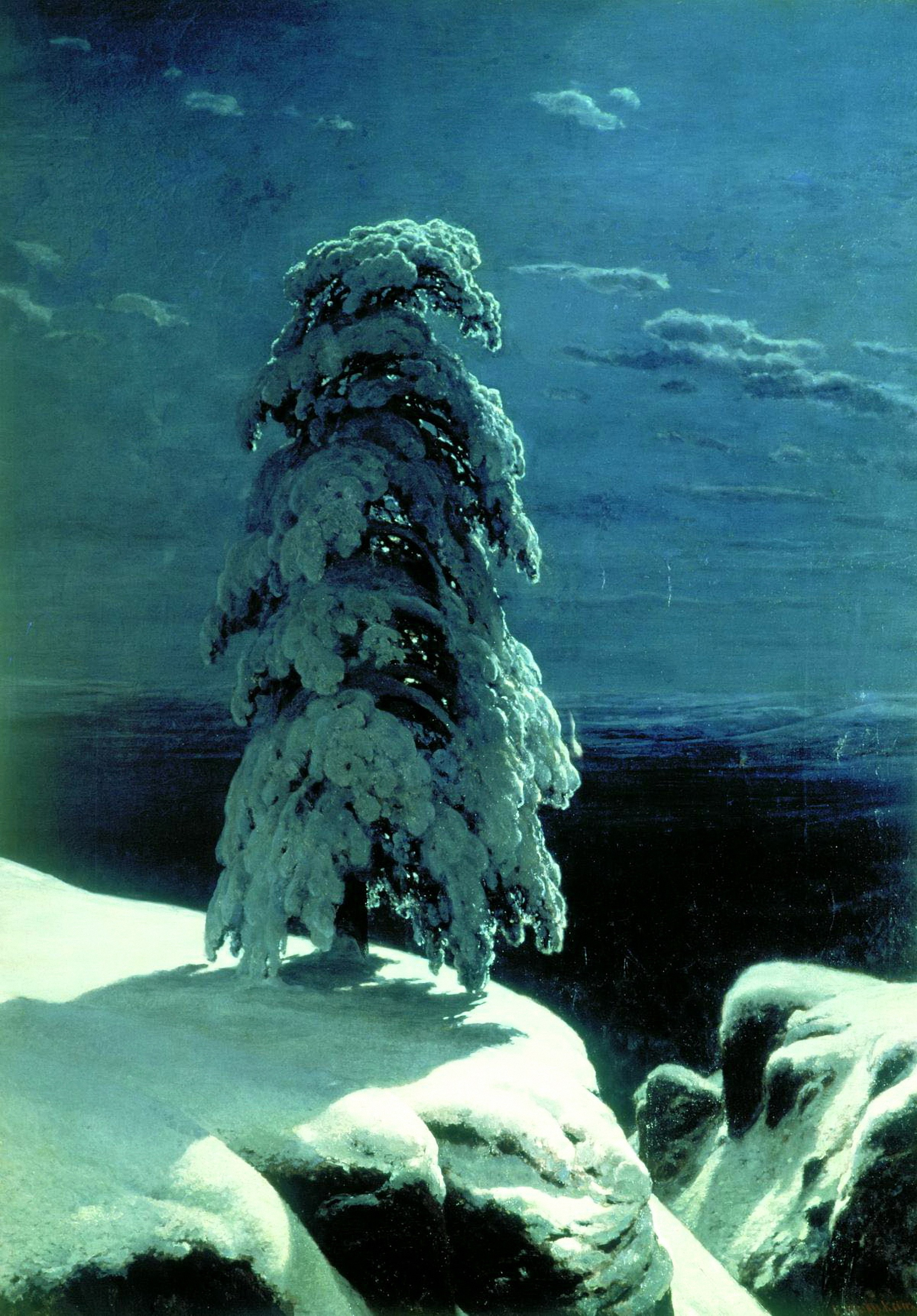
Na divokém severu... 1891
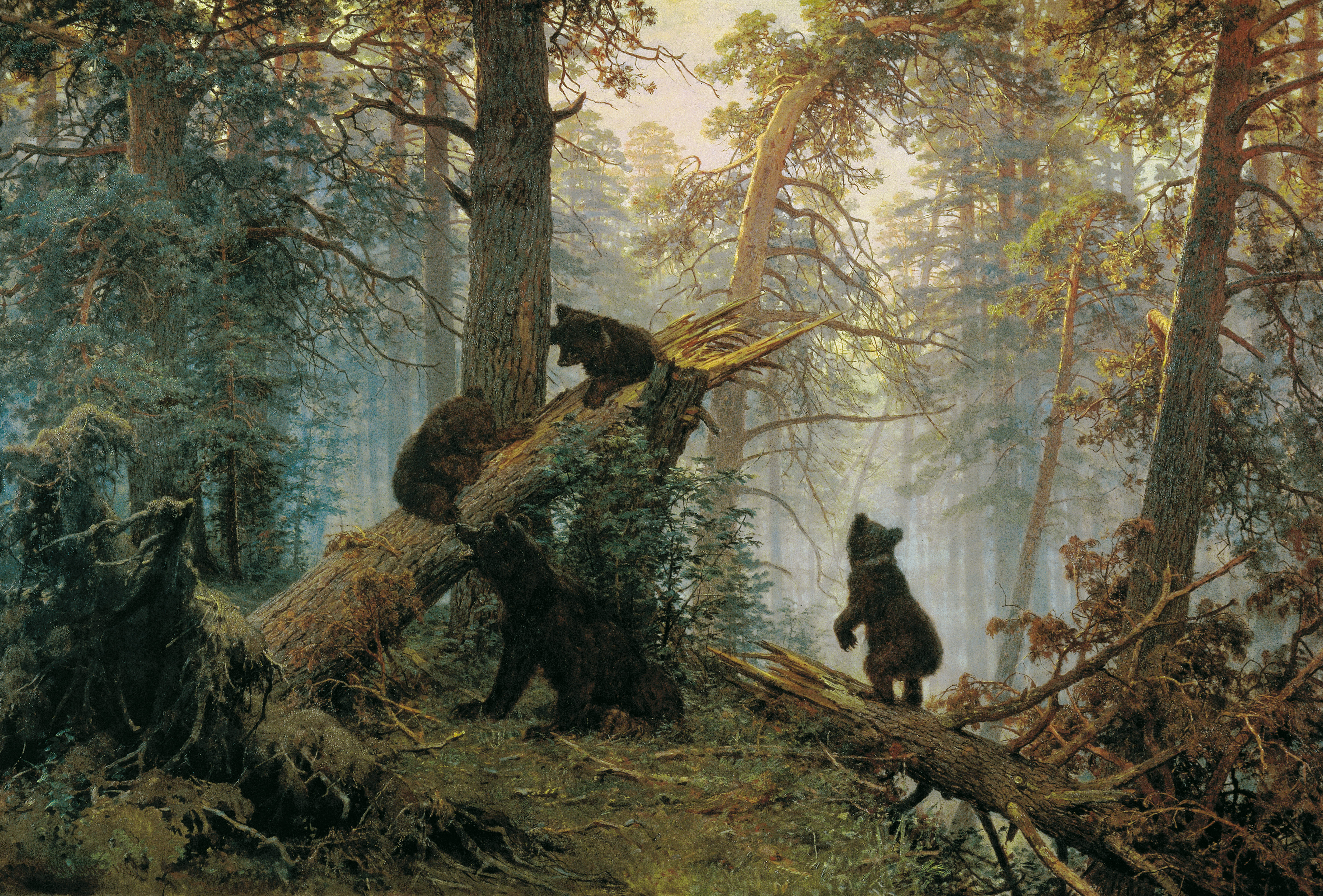
Ráno v borovicovém lese 1889
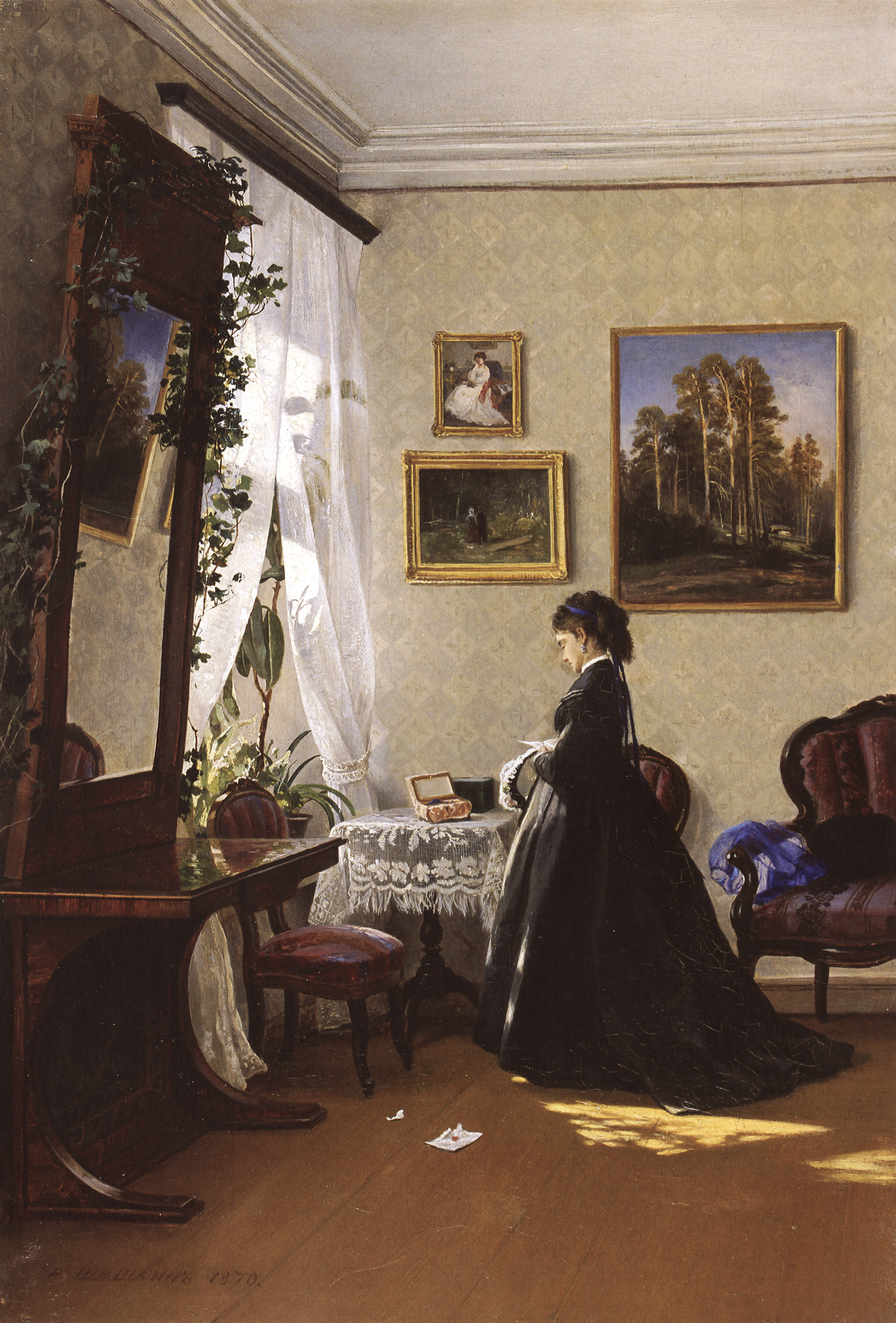
Před zrcadlem 1870
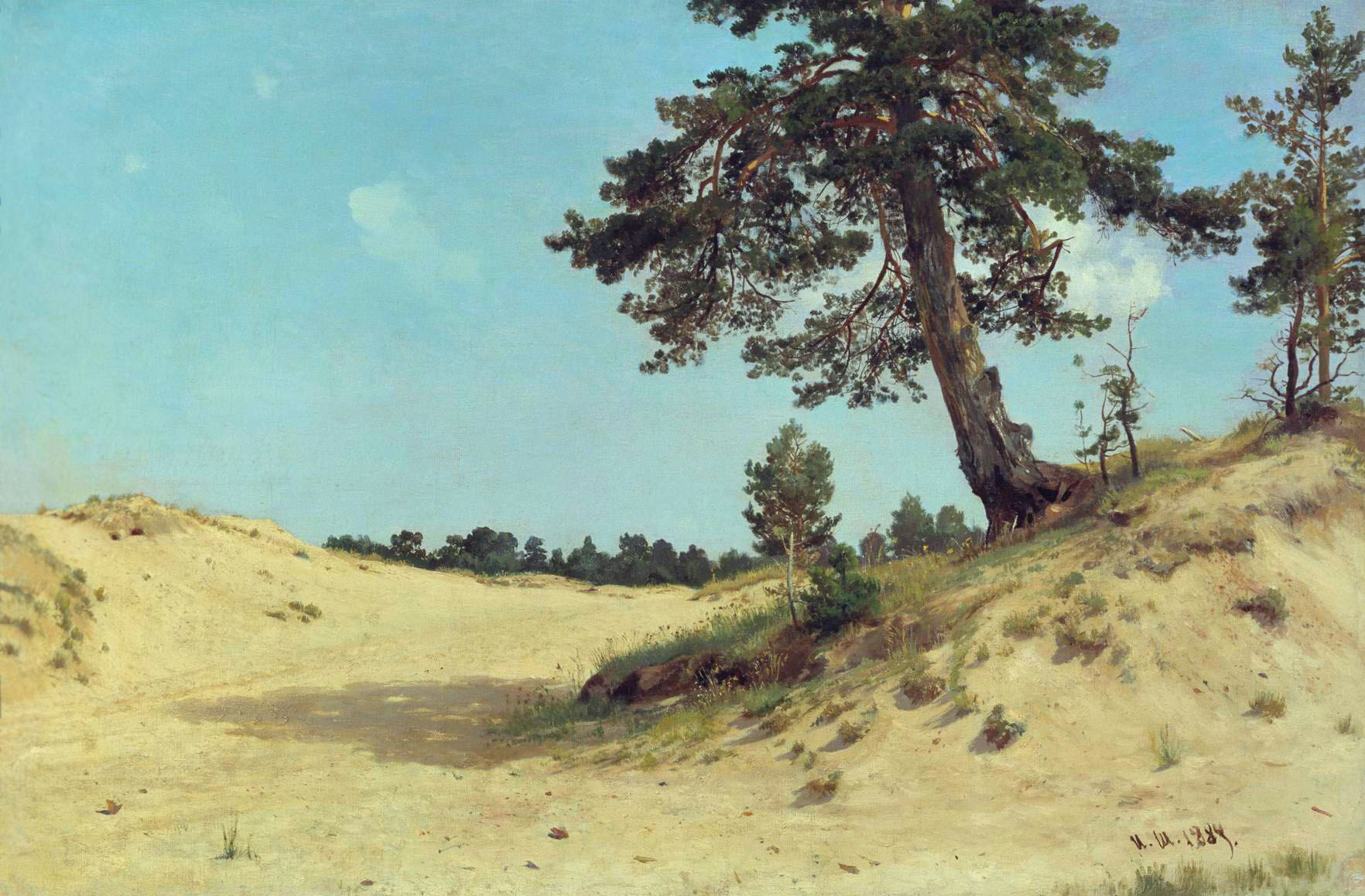
Borovice na písku 1884
Dubový háj 1887
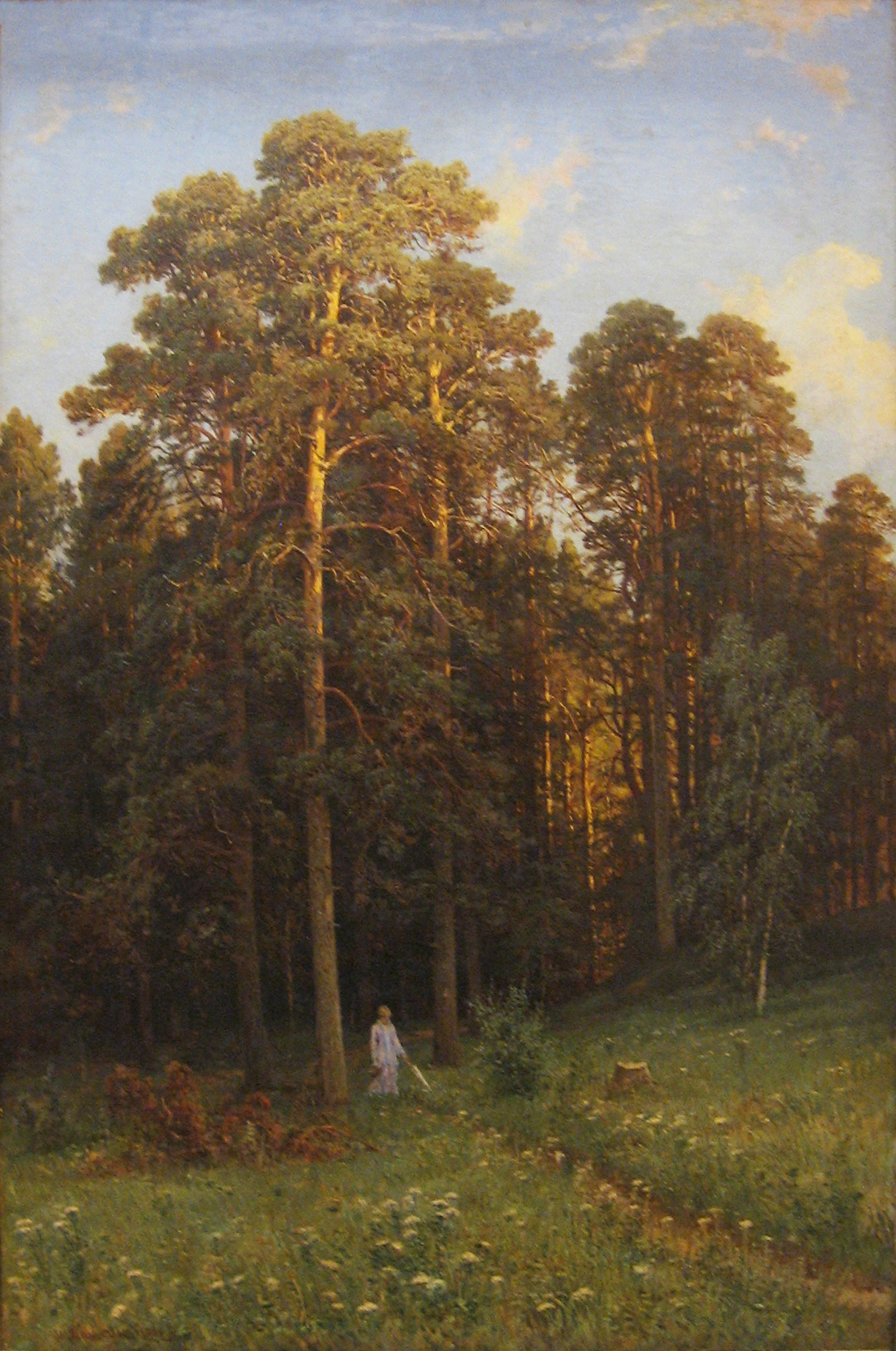
Na okraji borového lesa 1882
Déšť v dubovém lese 1891
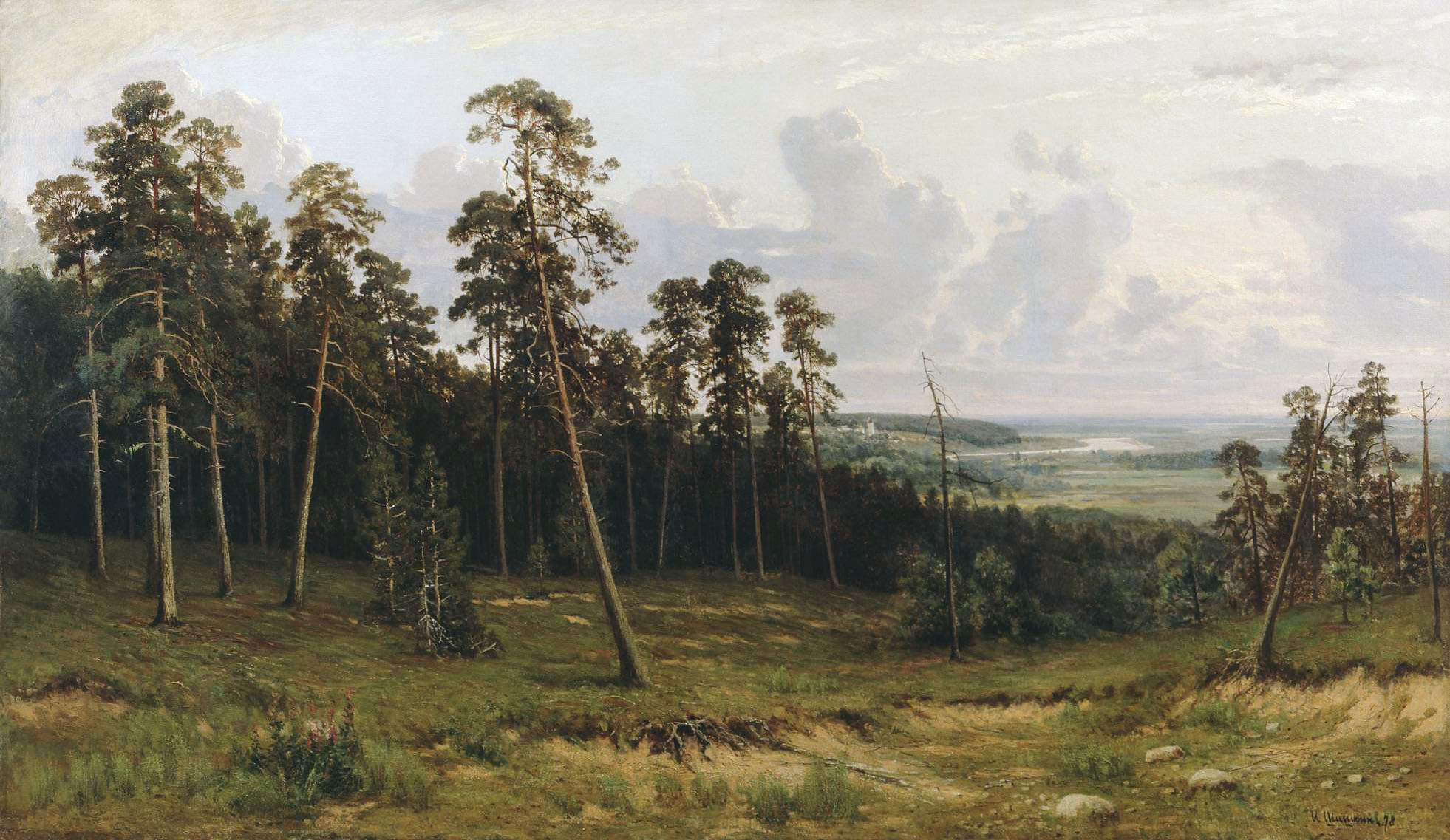
Kraj lesa 1882
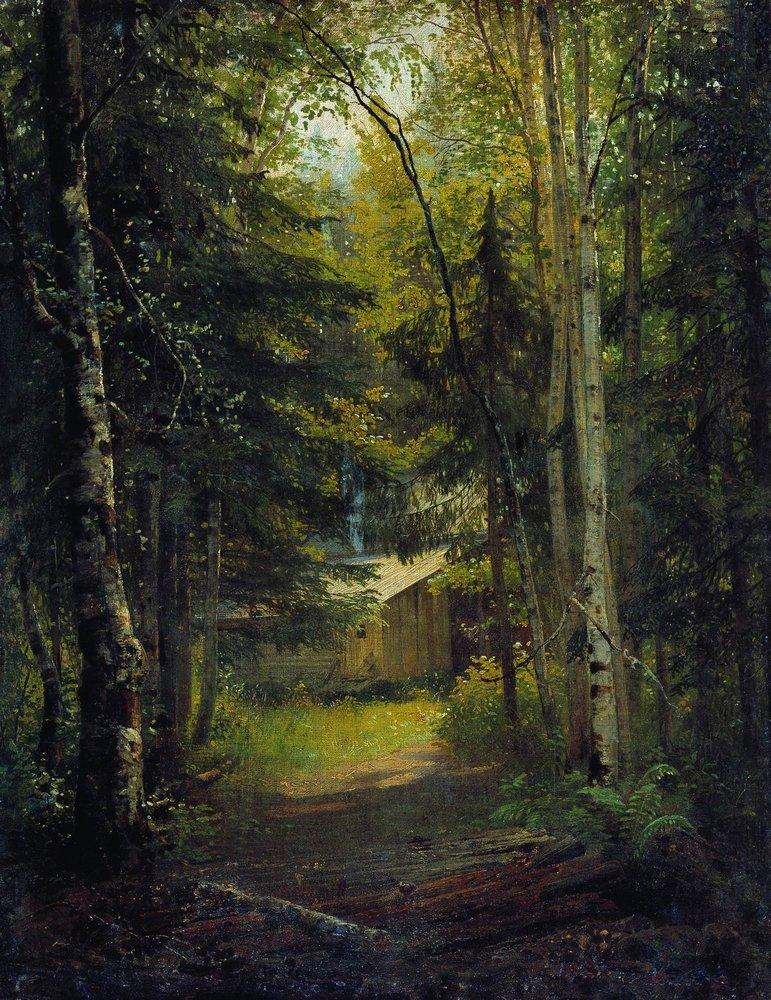
Hájovna v lese 1870
Večer 1882
Krajina Polesí 1884
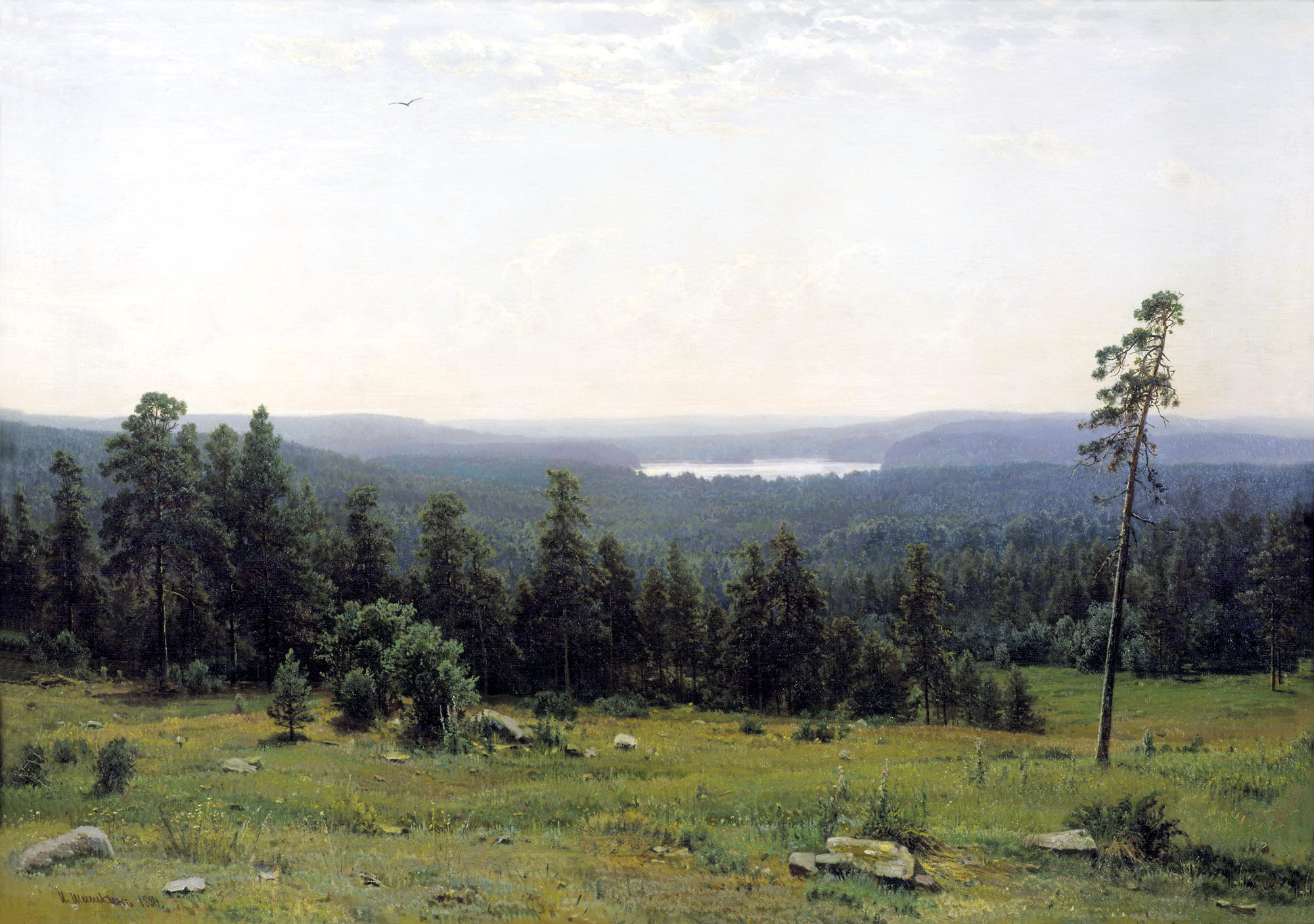
Zalesněné obzory 1884
Březový háj 1871
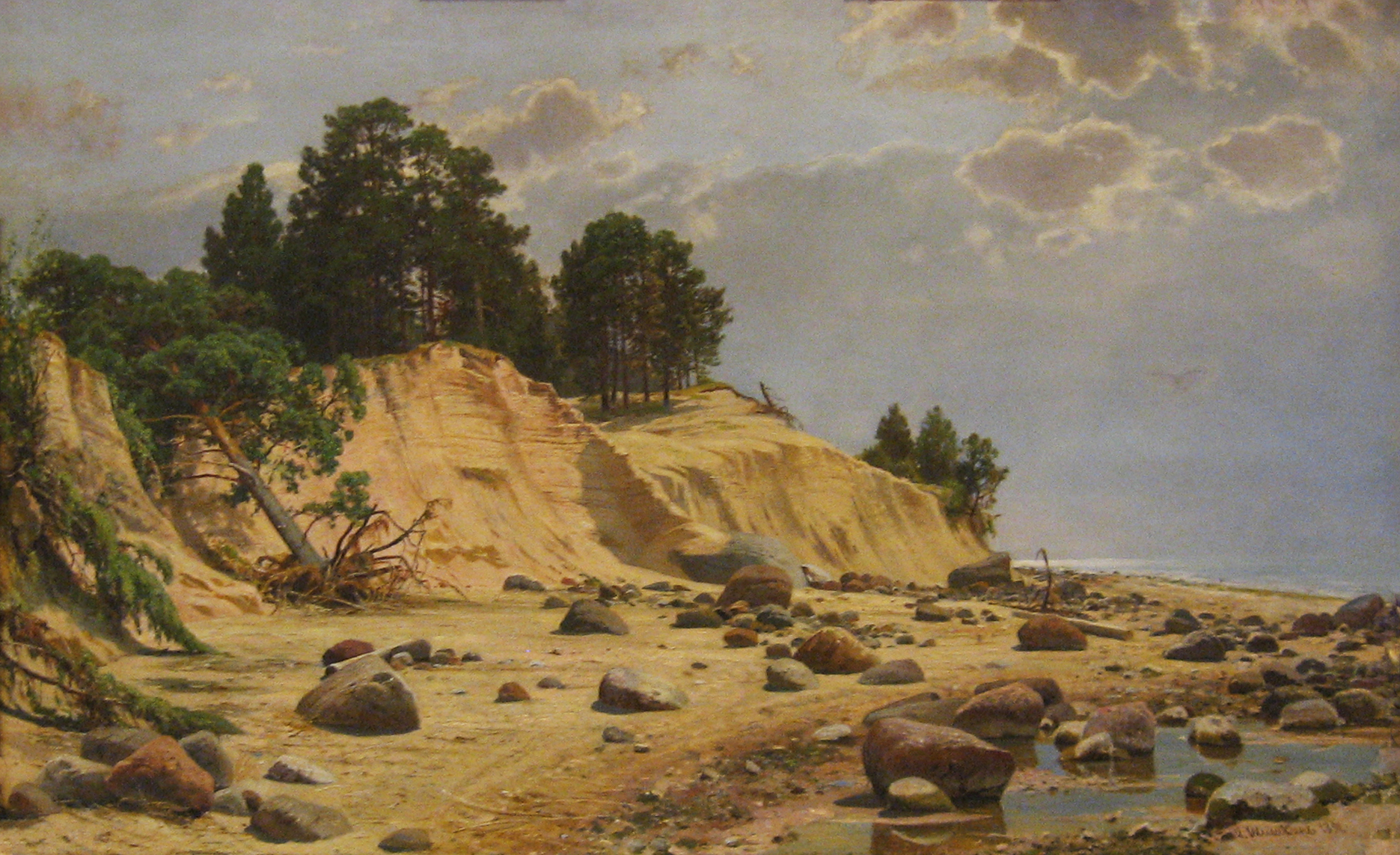
Po bouři v Mary-Howie 1891